# Nadine Schatzl
Nadine Schatzl (født 19. November 1993) er en ungarsk håndboldspiller, der spiller for Ferencváros TC og det ungarske landshold.

## Meritter
- Nemzeti Bajnokság:
  - Vinder: 2011, 2012
- Magyar Kupa:
  - Vinder: 2011, 2012
- EHF Champions League:
  - Finalist: 2012